# Jack Williams
Jack Williams   (Cheltenham, p. dècada del 1910 - p. segle XX) va ser un pilot de motociclisme anglès que va destacar en competicions de trial i enduro durant les dècades del 1930 i 1940. Entre altres èxits, va guanyar dues vegades tant els Sis Dies d'Escòcia de Trial (1934 i 1937) com el British Experts Trial (1932 i 1939). A banda, com a membre de l'equip britànic als Sis Dies Internacionals (ISDT), va obtenir-hi dues victòries al Vas (1932-1933) i altres dues al Trofeu (1938 i 1948).
Williams va dirigir durant anys el departament de competició d'Associated Motor Cycles (AMC), on va exercir d'enginyer i va participar en el desenvolupament de motocicletes de curses tan emblemàtiques com ara la Matchless G50, l'AJS Porcupine 500 i l'AJS 7R 350. El seu fill, Peter Williams, va competir en motociclisme de velocitat durant les dècades del 1960 i 1970 i va destacar també com a dissenyador de motos de competició, entre elles la John Player Norton amb xassís semi-monocasc de 1972.

## Biografia
Propietari d'una botiga de motocicletes a Cheltenham, Jack Williams va començar a competir amb l'equip oficial de Rudge, dins el qual va col·laborar en la victòria de la marca als ISDT de 1929 i va guanyar el British Experts Trial el 1932. Gràcies a aquest èxit, Norton el va fitxar per a la temporada de 1933 i passà a formar part de l'equip oficial de trial de la marca al costat de Dennis Mansell i Vic Brittain. Durant aquella etapa i fins a l'esclat de la Segona Guerra Mundial, l'equip va guanyar 45 premis per equips de 80 possibles. Williams va competir amb Norton fins a la fi de la seva carrera esportiva. A banda del trial i l'enduro, va practicar també el motocròs -conegut aleshores com a scramble- i la velocitat, especialment al TT de l'Illa de Man, on va córrer diverses vegades. A la seva època era conegut com a The Cheltenham Flyer ("el volador de Cheltenham").
Jack Williams va competir en nombroses edicions dels ISDT i entre el 1933 i el 1938 hi va guanyar un total de quatre medalles d'or. Al costat del seu company d'equip a Norton Vic Brittain va esdevenir un membre habitual de la selecció britànica per a aquesta prova, inicialment dins l'equip del Vas d'argent i a partir de 1938, del del Trofeu. Els darrers ISDT que va disputar Williams van ser els de 1948, celebrats a San Remo, on va col·laborar una vegada més en la victòria britànica al Trofeu al costat de Vic Brittain, Charlie Rogers, Allan Jefferies i Hugh Viney, en aquesta ocasió pilotant una Norton Manx de 500 cc.
Un cop acabada la temporada de 1948, Williams es retirà de les competicions i, ben aviat, es va centrar en la direcció del departament de competició d'AMC (l'empresa que fabricava, entre altres marques, les Norton).

## Palmarès
- 2 victòries als Sis Dies d'Escòcia de Trial (1934 i 1937)
- 2 victòries al British Experts Trial (1932 i 1939)
- 2 victòries al Trofeu dels ISDT (1938 i 1948)
- 2 victòries al Vas dels ISDT (1932-1933)